# Coprococcus
Coprococcus — рід грампозитивних бактерій родини Lachnospiraceae. Представники роду входять до складу фекальних мікробіот людини.

## Опис
Це нерухомі кокоподібні анаеробні бактерії. Клітини діаметром 0,8-1,5 мкм, розташовуються парами або нитчасто.

## Види
Виділяють три види:
- Coprococcus catus Holdeman and Moore 1974
- Coprococcus comes Holdeman and Moore 1974
- Coprococcus eutactus Holdeman and Moore 1974